# Bataliony czołgów
Batalion czołgów (bcz) – pododdział wojsk lądowych; jest podstawowym modułem taktycznym, na bazie którego tworzone są ogólnowojskowe elementy ugrupowania bojowego.

## Batalion czołgów SZ RP
Batalion czołgów jest podstawowym modułem na bazie którego tworzone są ogólnowojskowe elementy ugrupowania bojowego brygady. Może prowadzić podstawowe rodzaje działań taktycznych, a w szczególności obronę, natarcie i działania opóźniające. Na pomocniczym kierunku może działać samodzielnie jako Taktyczna Grupa Bojowa.

### Struktura i wyposażenie w 2017

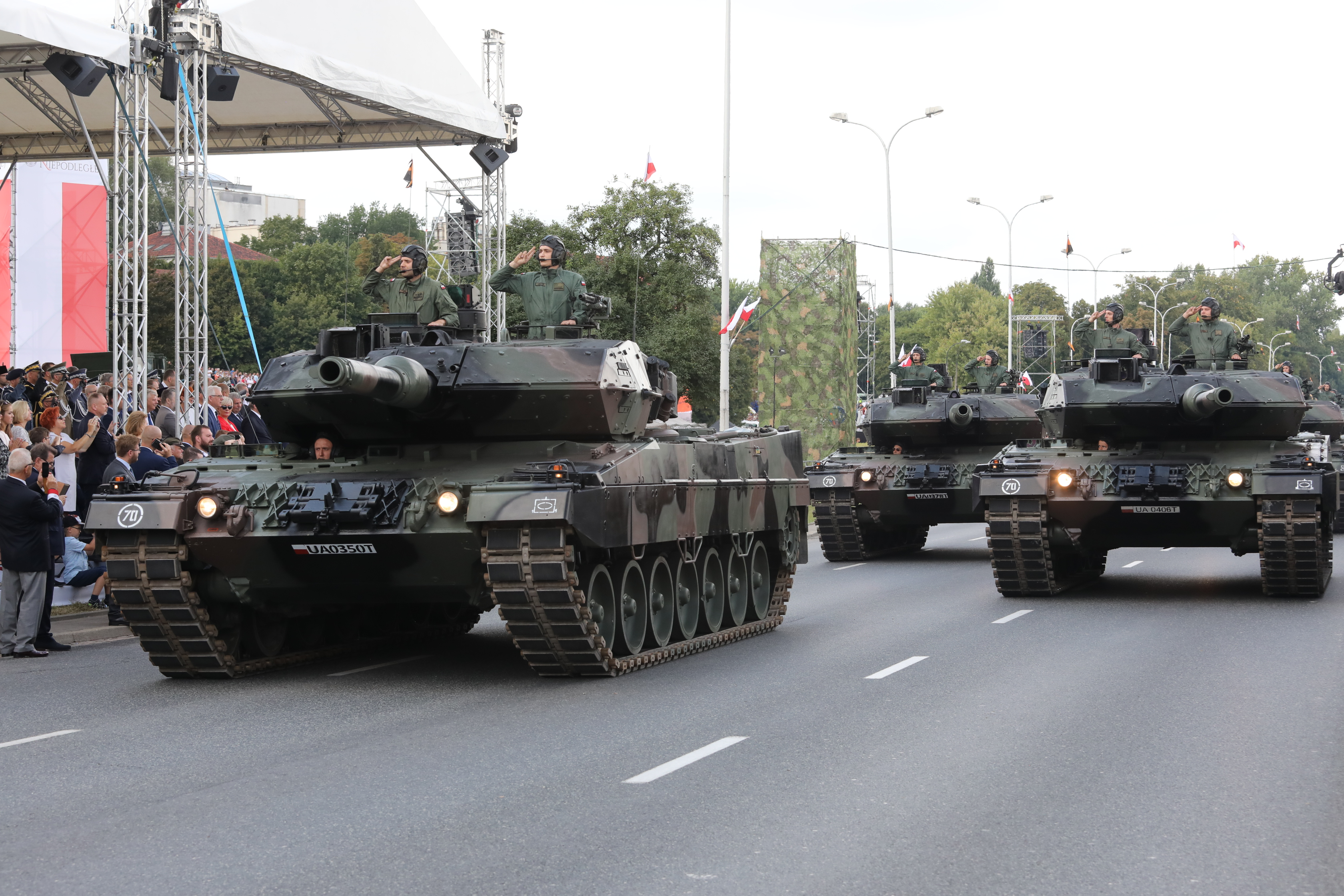
Polski Leopard 2

- dowództwo batalionu[2][a]
- grupa dowódcy batalionu
  - pion ochrony informacji niejawnych
  - pomocnik ds. podoficerów
  - sekcja wychowawcza
  - referent ds. finansowych
  - inspektor BHP
- sztab batalionu
  - sekcja S–1
  - sekcja S–2
  - sekcja S–3
  - sekcja S–4
  - sekcja wsparcia bojowego

pododdziały
- kompania dowodzenia[3]
  - drużyna zabezpieczenia
  - pluton dowodzenia
  - pluton ochrony i regulacji ruchu
  - pluton rozpoznawczy
- cztery kompanie czołgów[4]
  - czołg dowódcy kompanii
  - czołg zastępcy dowódcy kompanii
  - trzy plutony czołgów
  - drużyna zabezpieczenia
  - grupa ewakuacyjna
- grupa ewakuacji medycznej
- kompania logistyczna[5]
  - załoga wozu dowodzenia,
  - drużyna zabezpieczenia
  - pluton zaopatrzenia
  - pluton remontowy
- zespół zabezpieczenia medycznego[6]
  - cztery grupy ewakuacji medycznej

| Wyszczególnienie                   | kcz          | kdow | klog | batalion |
| ---------------------------------- | ------------ | ---- | ---- | -------- |
| żołnierze                          | 51/68        | 70   | 58   |          |
| wóz dowodzenia                     |              | 1    | 1    |          |
| czołgi (PT-91 lub Leopard -2)      | 14           | 2    |      | 58       |
| samochody c-t                      | 2            | 8    | 19   |          |
| samochody o-t                      | 2            | 4    | 1    |          |
| autobus sztabowy                   |              | 1    |      |          |
| motocykl                           |              | 1    |      |          |
| quad                               |              | 2    |      |          |
| bojowy wóz rozpoznawczy BWR-1      |              | 3    |      |          |
| trał elektromagnetyczny (na PT-91) | 3            |      |      |          |
| pojazd sanitarny                   | 1 (na PT-91) |      |      |          |
| cysterna na wodę                   |              |      | 1    |          |
| cysterna paliwowa                  |              |      | 5    |          |
| kuchnia polowa                     |              |      | 3    |          |
| warsztat obsługi pojazdów WOP      |              |      | 2    |          |
| warsztat elektromechaniczny        |              |      | 1    |          |
| WZT-3 / Bergepanzer-2              | 1            |      | 1    |          |

### Struktura i wyposażenie w 1999
- dowództwo batalionu[8][a]
  - dowódca batalionu
  - zastępca dowódcy batalionu
  - szef sztabu batalionu
- sztab batalionu 

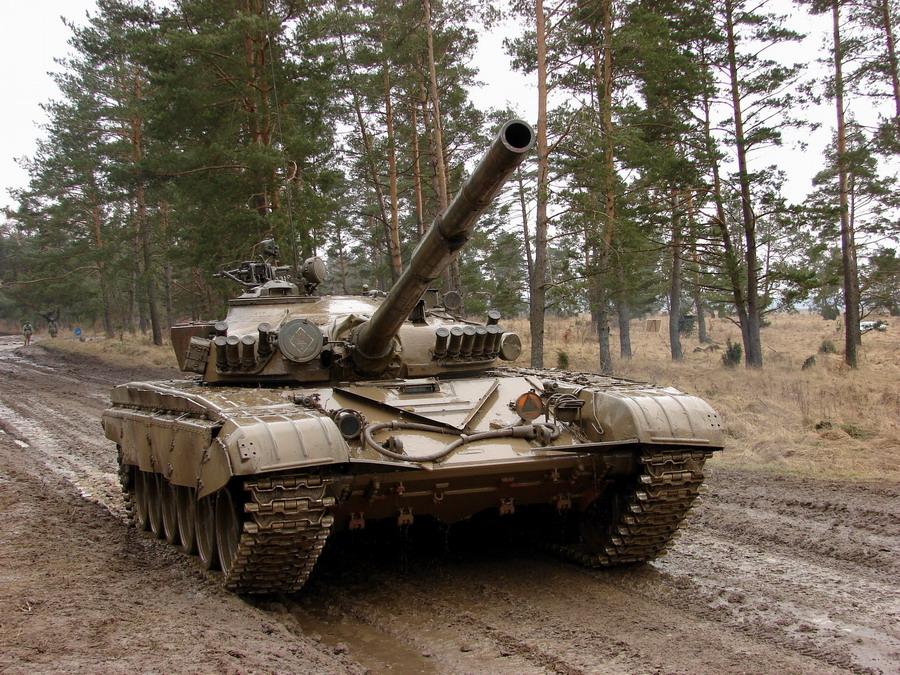
Polski T-72

  - sekcja personalno-wychowawcza S–1
  - sekcja rozpoznawcza S–2
  - sekcja operacyjna S–3
  - sekcja logistyczna S–4
  - sekcja wsparcia dowodzenia i łączności S–6
  - taktyczny zespół kontroli obszaru powietrznego

pododdziały
- pluton łączności
  - drużyna radiotelefoniczna
  - drużyna kablowa
  - drużyna wozu dowodzenia
- trzy kompanie czołgów
  - trzy plutony czołgów
- kompania logistyczna
  - sekcja dowodzenia
  - pluton zaopatrzenia
  - pluton remontowy
  - pluton medyczny

### Bataliony czołgów od 1945 do 1968

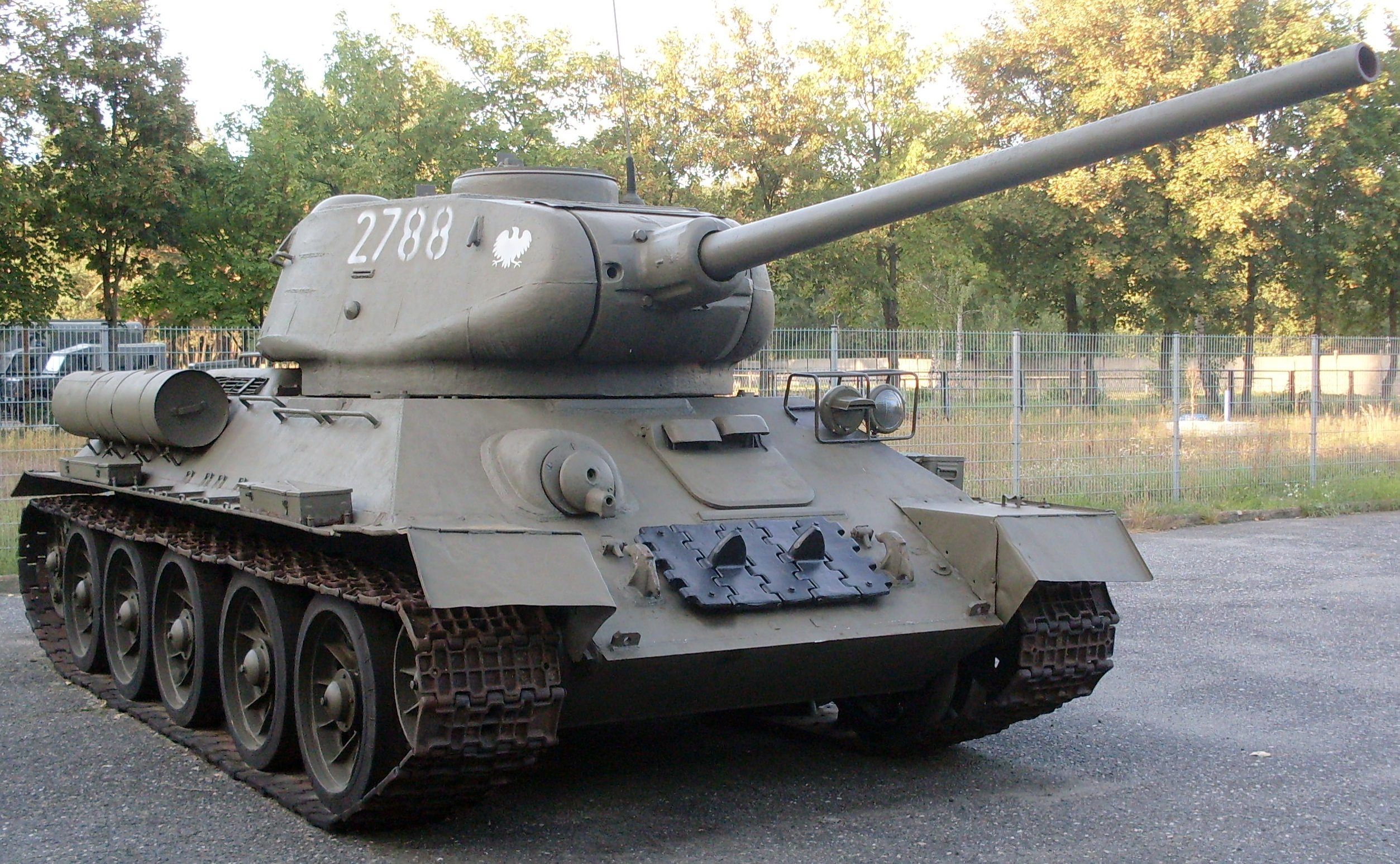
Polski T-34/85

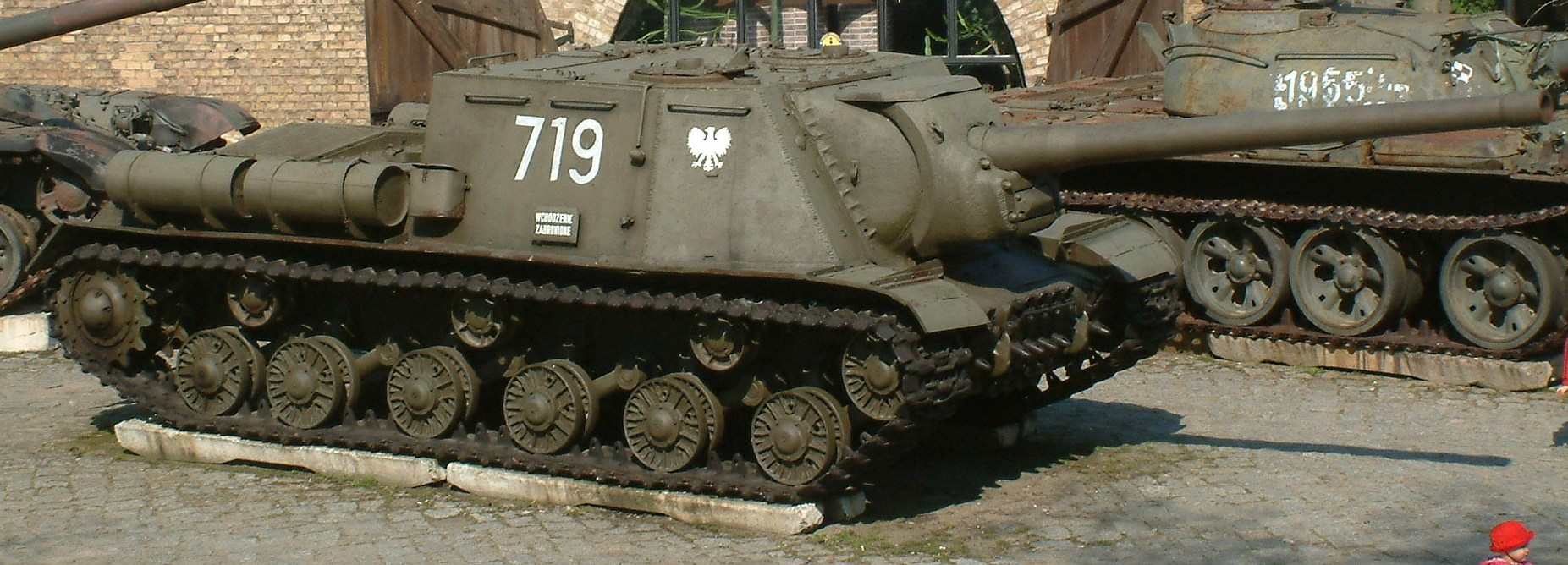
ISU-122

W okresie powojennym Wojsko Polskie przechodziło szereg zmian organizacyjnych ukierunkowanych na dostosowanie struktur do okresu pokoju. W 1945 w składzie polskich wojsk pancernych istniał: korpus pancerny, dwie samodzielne brygady oraz kilka pułków czołgów ciężkich. Jednostki te w połowie września przeformowano na etaty pokojowe. Brygada pancerna posiadała w swojej strukturze dwa dwukompanijne bataliony czołgów po 21 czołgów T-34/85. W lutym 1946 wszystkie brygady pancerne zreorganizowano na pułki czołgów średnich, a struktura batalionowa zastąpiona została kompanijną.

W marcu 1949 utworzono dwie dywizje pancerne po dwa pułki czołgów średnich. W pułku czołgów średnich powrócono do struktury batalionowej. Batalion czołgów posiadał trzy kompanie czołgów, a na jego uzbrojeniu były 33 czołgi. W batalionach czołgów ciężkich, w kompaniach czołgów, były tylko dwa plutony czołgów, a jego podstawowym uzbrojeniem było 17 czołgów IS-2.

Wiosną 1951 dywizje zmechanizowane otrzymały nowe etaty. Zarówno w pułku zmechanizowanym, jak i w pułku czołgów w  batalionie czołgów średnich zmniejszono liczbę kompanii czołgów z trzech do dwóch.
We wrześniu 1955 dokonano reorganizacji wszystkich dywizji zmechanizowanych, a cztery z nich przekształcono w dywizje pancerne. Na szczeblu dywizji zmechanizowanej wprowadzono batalion czołgów i artylerii pancernej posiadający dwie kompanie czołgów średnich i kompanię dział pancernych.  W pułkach czołgów średnich powrócono do struktury kompanijnej – 5 kompanii. Etat dywizji pancernej przewidywał batalion czołgów ciężkich i artylerii pancernej w składzie: dwie kompanie czołgów ciężkich i dwie kompanie ciężkich dział pancernych. Stan osobowy batalionu wynosił 485 żołnierzy. Jego sprzęt bojowy stanowiły: 22 czołgi ciężkie IS-2, 20 ciężkich dział pancernych ISU-122 i 1 transporter opancerzony BTR-152.

Pułki czołgów ciężkich KPanc przekształcono w bataliony czołgów ciężkich i artylerii pancernej. Struktura batalionu obejmowała: kompanię czołgów ciężkich, skadrowaną kompanię czołgów, kompanię dział pancernych, skadrowaną kompanię dział pancernych, plutony: piechoty zmotoryzowanej, przeciwlotniczy, łączności i transportowo-gospodarczy. Stan osobowy liczył 288 żołnierzy. Sprzęt bojowy stanowiło: 22 czołgi ciężkie IS-2 i 20 ciężkich dział pancernych ISU-152 .
W ramach redukcji SZ, w  1957 dywizje zmechanizowane przeszły na nowe etaty. Zlikwidowano bataliony czołgów i artylerii pancernej, a w DZ typu B również szkolny batalion czołgów. Na szczeblu pułku zmechanizowanego funkcjonował trzykompanijny batalion czołgów posiadający 31 czołgów T-54A. Pułk czołgów nadal miał strukturę kompanijną. 

Na początku lat 60. XX w. wprowadzano w Wojsku Polskim tzw. „etaty pokojowo-wojenne”. Batalion czołgów pułku zmechanizowanego składał się z trzech kompanii czołgów, plutonu łączności, plutonu medycznego i drużyny gospodarczej i posiadał 31 czołgów. Batalion czołgów „szkolnego” pułku zmechanizowanego posiadał 20 lub 25 czołgów. Stan taki utrzymał się do 1968.